# Powstanie Ośmiu Trygramów
Powstanie Ośmiu Trygramów – krótkotrwałe powstanie w północno-zachodnich Chinach w 1813, wywołane przez jeden z odłamów Stowarzyszenia Białego Lotosu, millenarystycznej sekty buddyjskiej. Choć szybko stłumione, zapisało się w historii Chin, ponieważ powstańcy wdarli się na teren Zakazanego Miasta i próbowali zabić cesarza. 
Stłumienie w 1805 długotrwałego powstania chłopskiego nie zlikwidowało w pełni millenarystycznych sekt buddyjskich, znanych pod wspólną nazwą Białego Lotosu, ani nie uspokoiło w pełni sytuacji w Chinach. Słabnięcie gospodarki i władzy cesarskiej, ułatwiało zadanie charyzmatycznym przywódcom religijnym, którzy znajdowali posłuch wśród niezadowolonych i ubogich, a ich działania nie były dostatecznie szybko wykrywane przez władze.
Jednym z takich przywódców był Lin Qing, który w ciągu kilku lat zgromadził znaczną grupę wyznawców, wśród których znalazło się też kilku zubożałych chorągwianych i pałacowych eunuchów cesarskich. Jego wyznawcy uważali go za lekarza i osobę światową i obytą, co ułatwiło mu przejęcie kontroli nad kilkoma pomniejszymi sektami.
Głosząc  nadchodzący koniec ery kosmicznej i posługując się coraz bardziej antymandżurską retoryką, Lin obiecywał swym wyznawcom wielkie zyski w zamian za datki i wysokie stanowiska, które mieli otrzymać po upadku dynastii. W 1813 rozpoczął planowanie ataku na cesarza Jiaqinga chcąc go zabić, gdy ten będzie wracał do stolicy z letniego wyjazdu na północ. Z początkiem września członkowie sekty zaczęli się zbroić, co zaalarmowało lokalnych uczonych-właścicieli ziemskich, którzy zawiadomili władze. Zaaresztowały one drugiego głównego przywódcę sekty, Lin Wenchenga, ale zanim zdążyły zebrać dostateczne siły, wybuchły zamieszki, rebelianci odbili Lina, a następnie kontynuowali walki. Wkrótce opanowali miasta Hua, Cao i Dingtao na pograniczu prowincji Zhili i Shandong. 

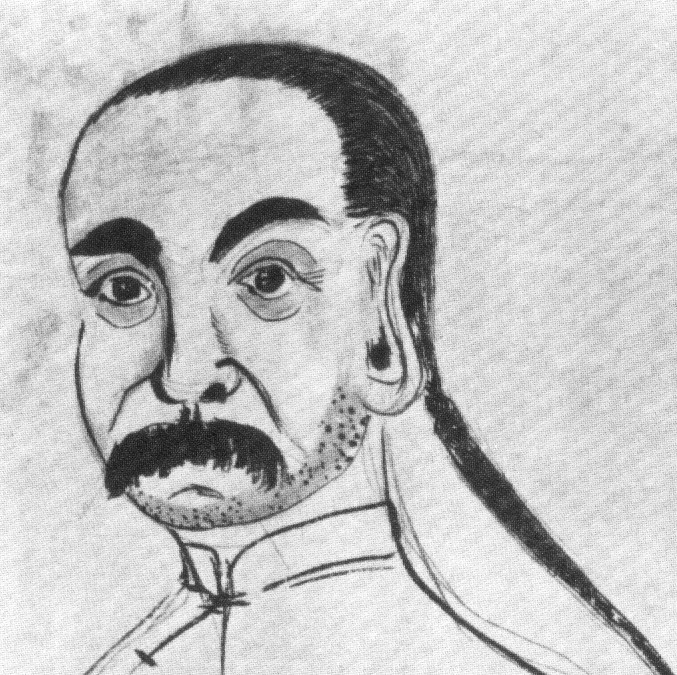
Portret Lin Qinga

Najważniejszy atak zaplanowany był w samo południe 15 września 1813; około 250 powstańców, licząc na rozluźnienie dyscypliny wart, ze względu na nieobecność cesarza i porę południowego posiłku, planowało uderzyć i opanować Zakazane Miasto. Atak powiódł się częściowo i zanim zaalarmowani strażnicy zamknęli bramy, około 80 napastników, uzbrojonych w noże i pałki, wdarło się do pałacu. Choć spotkali służących im za przewodników eunuchów-członków sekty, rozproszyli się w ogromnym kompleksie pałacowym i atak spalił na panewce, choć dotarł do cesarskich kwater. Książę Mianning, późniejszy cesarz Daoguang, osobiście postrzelił dwóch rebeliantów, a następnie poprowadził energiczny kontratak, który oczyścił pałac z atakujących.
Lin Qing, który w czasie walk pozostał w domu, został zaaresztowany przez lokalne siły wojskowe. Cesarz Jiaqing był na tyle ciekawy, kim był człowiek, który chciał go zamordować, że przesłuchał go osobiście, ale Lin odmówił wszelkich zeznań. Został stracony przez powolne ćwiartowanie, a jego głowa odesłana do Henanu, by służyła za przestrogę. Tymczasem siły mandżurskie przeprowadziły wielką operację okrążającą rebeliantów. Posuwając się od wschodu, oczyściły Shandong, a następnie zamknęły powstańców w pierścieniu na pograniczu Zhili, Shanxi i Henanu. Lin Wencheng zginął broniąc się w niewielkim forcie, trzy miesiące po swym pierwszym aresztowaniu. Główne centrum oporu, miasto Hua, broniło się do połowy grudnia. Ostatecznie rebelia kosztowała życie niemal 70 tys. ludzi (powstańców, żołnierzy i ludności cywilnej).